# Tansu Çiller
Tansu Çiller (Istanbul, 24 maggio 1946) è una politica turca.

## Biografia
Diplomatasi al College femminile americano di Arnavutköy (Istanbul), studiò poi nel dipartimento di economia del Robert College, dove ottenne una laurea triennale. Già formatasi in istituzioni statunitensi in Turchia, si trasferì poi negli USA, dove ottenne un dottorato all'Università del Connecticut e proseguì poi gli studi con un post-dottorato alla Università Yale.

## La carriera politica
Tornata in Turchia nel 1974, divenne docente di economia all'Università del Bosforo e consulente per le questioni economiche di Süleyman Demirel, storico leader politico del Partito della Retta Via (DYP). Verso la fine degli anni Ottanta, sarebbe stato proprio Demirel a chiederle di entrare nel partito, nonostante non avesse precedenti esperienze politiche. Alle elezioni parlamentari del 1991, vinte dal DYP, Çiller fu eletta alla Grande Assemblea Nazionale, il parlamento turco, a Istanbul. Divenne poi ministro di Stato responsabile per l'economia.
Nel Congresso straordinario del giugno 1993, Çiller divenne leader del Partito della Retta Via, in cerca di una nuova guida dopo che Demirel aveva assunto la carica di presidente della Repubblica, prendendo il posto di Turgut Özal, morto mentre era in carica.

### Il primo governo guidato da una donna
Dal 25 giugno 1993 al 6 marzo 1996, Çiller ricoprì, prima e ultima donna, la carica di prima ministra in Turchia. Il suo mandato si aprì, come già la sua elezione a leader del DYP, tra grande interesse. Per la prima volta una donna otteneva prima la guida del partito e poi il posto di ministro, e la percezione generale era di una svolta verso una politica più giovane e dinamica.
Dal punto di vista economico, Çiller riuscì a ottenere un accordo per entrare a far parte dell'Unione doganale dell'Unione europea, che fu percepito come un passo verso l'ingresso della Turchia nell'UE. A far da contraltare, una pesante crisi economica nel 1994. Diversi fattori, tra i quali contrasti con i vertici della Banca centrale, che portarono alle dimissioni di due governatori, contribuirono a una generale perdita di credibilità della Turchia. La crisi portò con sé una forte crescita dell'inflazione, importanti scioperi e risultò nell'adozione di un pacchetto di austerità.
Sul piano dei diritti, il dibattito che portò all'accordo con l'UE toccò spesso anche temi come la necessità di una democratizzazione e liberalizzazione della Turchia. La coalizione di governo era stata formata anche sulla promessa di maggiore attenzione ai diritti umani, ma il governo fallì nell'assicurare una risoluzione del conflitto con il Partito dei Lavoratori del Kurdistan, che aveva già molto pesato soprattutto sulle province orientali del paese. La morte di Özal aveva d'altro canto lasciato il PKK senza un interlocutore. La nuova leadership aveva presto appoggiato con decisione una soluzione militare. Con Çiller al governo prima il Partito Laburista Popolare (HEP) e poi il DEP, entrambi rappresentanti delle istanze curde in parlamento, furono dissolti per anticostituzionalità.  In questo periodo uomini d'affari e politici curdi furono uccisi in circostanze spesso mai chiarite.
Nel settembre 1995, verso fine mandato, la coalizione che aveva fino a quel punto retto l'esecutivo venne meno per contrasti legati all'adozione del pacchetto di austerità. Una nuova coalizione portò la Turchia fino alle elezioni anticipate, indette per dicembre dello stesso anno.

### L'apertura agli islamisti
Le elezioni locali del 1994 furono centrali nel far comprendere come lo scenario politico turco fosse mutato. Il Partito del Benessere, di ispirazione islamista, era in netta crescita e al comando di 29 grandi città, tra le quali Ankara e Istanbul. D'altro canto le tradizionali forze della destra turca, il Partito della Retta Via e il Partito della Madrepatria (ANAP), avevano affrontato le elezioni parlamentari su fronti opposti a dispetto delle similarità ideologiche. ANAP e DYP formarono infine, nel marzo 1996, una coalizione che collassò in pochi mesi.
Diverse ragioni, tra le quali una serie di accuse contro Çiller per appropriazione indebita e per avere ingerito nella privatizzazione di due compagnie del settore elettrico e automobilistico, la convinsero infine a cercare un'alleanza con il Partito del Benessere, offrendo a Necmettin Erbakan il posto di primo ministro in un governo di coalizione, e tenendo per sé le cariche di vice prima ministra e ministra degli esteri nel 54º governo turco. La scelta di allearsi con Erbakan rappresentò un testacoda rispetto alla promessa di contrastare il fondamentalismo islamico. Per Sakallıoğlu, fu anche l'inizio del declino del DYP e di Çiller, che restò tuttavia in grado di influenzare la politica turca per i numeri che era in grado di controllare in parlamento.
Çiller rimase deputata all'Assemblea nazionale fino al 2002. Quando il Partito della Retta Via non riuscì a superare lo sbarramento al 10% alle elezioni nazionali, si ritirò dalla politica attiva.